# Гуревич, Борис Павлович
Бори́с Па́влович Гуре́вич (29 сентября 1919, Харьков — 2004) — советский историк, востоковед, учёный в области истории Китая и Центральной Азии XVIII—XIX веков, доктор исторических наук (1971), сотрудник Института востоковедения АН СССР. Автор более 100 научных и научно-популярных статей. Специалист по истории международных отношений в Центральной Азии XVIII—XIX веков, истории востоковедения, истории России, Казахстана и Джунгарского ханства.

## Биография
Сын Пинхоса Нохимовича Гуревича и его жены Этель Михелевны. В 1942 году окончил исторический факультет МГУ. Научный сотрудник Института марксизма-ленинизма при ЦК КП Казахстана (1943—1945). Преподаватель Казахского государственного педагогического института (Алма-Ата, 1945—1947), сотрудник журнала «Новое время» (1947—1957).
В 1956 году защитил кандидатскую диссертацию «Борьба народов Китая за мирное освобождение Тибета (1946—1951 годы)».  С 1957 года работал в Институте китаеведения в Москве, с 1961 — Институте востоковедения АН СССР
Автор свыше 100 научных трудов по новейшей истории КНР, её внешней политике. Один из основных авторов «Очерков истории Китая в новейшее время» (М., 1959). Ответственный редактор коллективных монографий, среди которых «Международные отношения в Центральной Азии в XVII—XVIII вв.: документы и материалы» (М., 1989).

## Основные работы
- Освобождение Тибета / отв. ред. В. П. Леонтьев. — М.: Изд-во вост. лит-ры, 1958. — 212 с., илл., карт.
- Международные отношения в Центральной Азии в XVII — первой половине XIX в. / [отв. ред. С. Л. Тихвинский] ; Акад. наук СССР, Ин-т востоковедения. — М.: Наука, 1983.